# Lohme
Lohme település Németországban, Mecklenburg-Elő-Pomeránia tartományban. Lakosainak száma 459 fő (2023. december 31.).

## Népesség
A település népességének változása:
| Lakosok száma | 447  | 436  | 456  | 465  | 459  |
|               | 2017 | 2019 | 2021 | 2022 | 2023 |